# Рогатая куфия
Рогатая куфия (лат. Protobothrops cornutus) — ядовитая змея подсемейства ямкоголовых семейства гадюковых.

## Описание
Общая длина тела самцов составляет 600 мм (из них хвост до 120 мм), самок — 810 (хвост — 130 мм).
Окраска: тело кремово-фисташкового цвета, усыпанное темно-коричневыми пятнами. Есть характерное отличие: маленькие рога над глазами, чем, вероятно, и объясняется название животного.

## Ареал
Вид достаточно широко распространён в Южной и Юго-Восточной Азии — от Индии до Китая на севере и островов Индонезии на юге.

## Образ жизни
Данный вид характеризуется ночным образом жизни. Змеи обитают преимущественно на деревьях и кустарниках, спускаются на землю только в брачный период.